# الانتخابات في المغرب
تُجرى الانتخابات في المغرب على المستوى الوطني للسلطة التشريعية. حيث للبرلمان المغربي مجلسين:
لمجلس النواب منذ انتخابات 2011، 395 مقعدا، حيث يتم انتخاب 305 منها عبر قوائم حزبية في 92 دائرة انتخابية موزعة عبر تراب المملكة، وانتخاب 90 مقعدا إضافيا من لائحة وطنية، ثلثي منها مخصصة للنساء والثلث الباقي محفوظ للرجال الذين تقل أعمارهم عن 40 سنة. (سابقا كان المجلس يضم 325 عضوا يُنتخبون لمدة خمس سنوات، تُنتخب الـ 295 مقعدا في الدوائر المتعددة و 30 في قوائم وطنية تتألف فقط من النساء).
مجلس المستشارين 120عضوا يُنتخبون لمدة ست سنوات، تنتخبهم المجالس المحلية.
للمغرب منذ الاستقلال في الخمسينات نظام التعددية الحزبية، بعدد كبير من الأحزاب حيث أنه في أغلب الأحيان لا يمكن لحزب واحد الحصول على الأغلبية المطلقة لاستبداد السلطة، ويجب أن تعمل الأحزاب مع بعضها البعض لتشكيل حكومة ائتلافية.

## 2006 مشكلة التزوير
في أكتوبر 2006، ما لا يقل عن 67 شخصا اعتقلوا بسبب مزاعم تزوير نتائج استطلاعات انتخابية المُجراة في 8 سبتمبر 2006. كان بينهم 17 من المشرعين (12 من مجلس المستشارين و 5 من مجلس النواب). وكانت هذه أول مرة تقدم الحكومة المغربية على هذه الاعتقالات.

## الانتخابات الأخيرة

### انتخابات برلمانية 2011

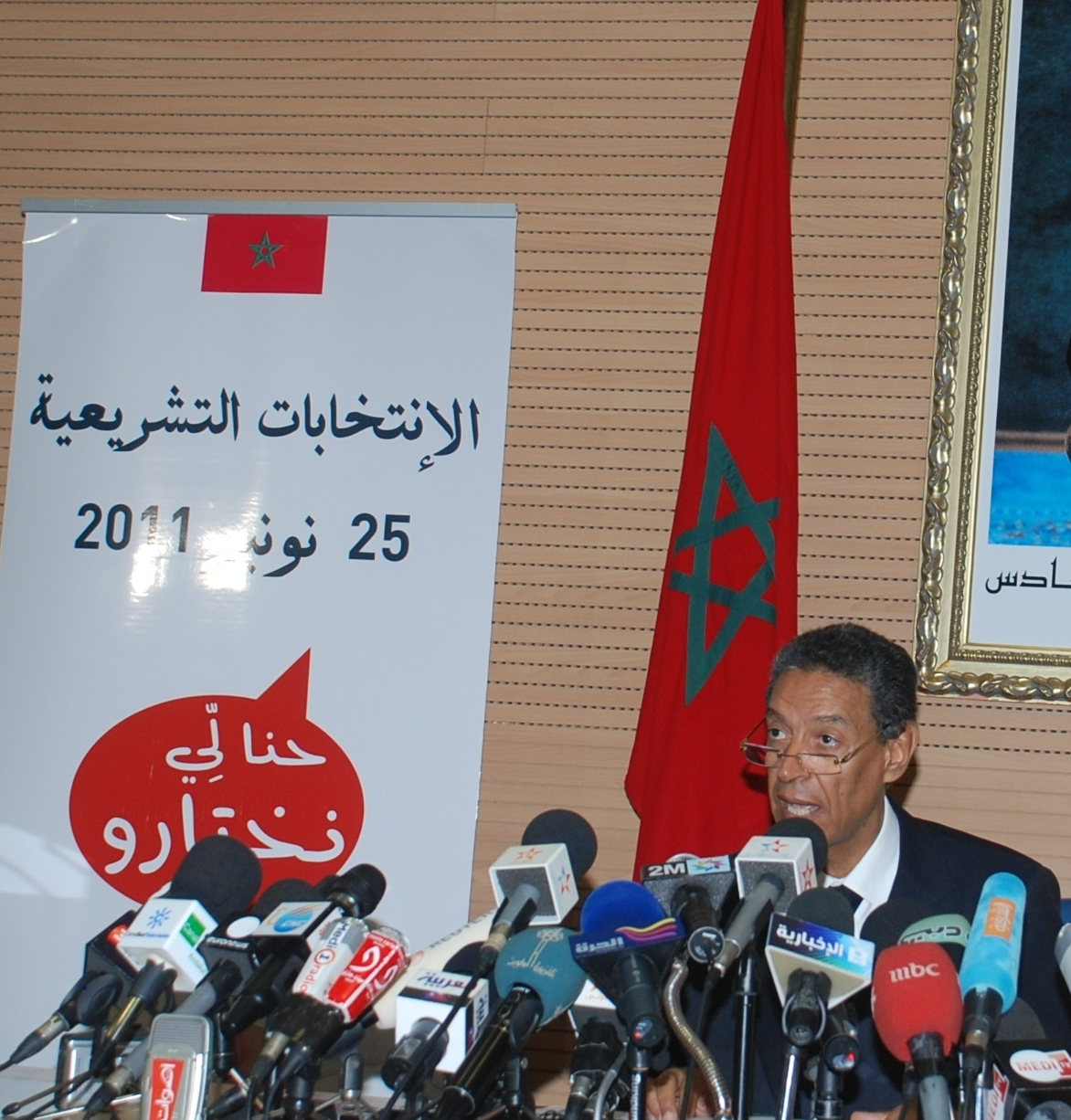

جرت انتخابات برلمانية مبكرة في المغرب في 25 نونبر/تشرين الثاني 2011، حيث كانت مُبرمجة لسنة 2012، وتم تأجيلها مرة من 7 أكتوبر 2011.
انطلقت، كجزء من الربيع العربي، احتجاجات عامة في فبراير 2011 أدت إلى إعلان الملك محمد السادس لانتخابات مبكرة، في عملية إصلاح دستوري منح المواطنين المزيد من الحقوق المدنية الجديدة، والتخلي عن بعض صلاحياته الإدارية. عقب استفتاء في 1 يوليوز/تموز 2011، تم التصديق على الدستور الجديد في 13 سبتمبر.
في السباق الانتخابي، كانت ما مجموعه 30 حزبا، ولكن طبقا للمراقبين، كانت ثلاثة تشكيلات سياسية كبيرة على الساحة: حزب العدالة والتنمية الإسلامي المعتدل؛ ثماني أحزاب، تحت اسم «التحالف من أجل الديمقراطية» برئاسة الوزير المغربي آنذاك للاقتصاد صلاح الدين مزوار، وتحالف الكتلة الديمقراطية برئاسة رئيس الوزراء آنذاك عباس الفاسي.

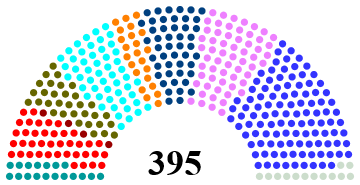
حزب العدالة والتنمية (107 مقعدا)
حزب الاستقلال (60 مقعدا)
التجمع الوطني للأحرار (52 مقعدا)
حزب الأصالة والمعاصرة (47 مقعدا)
الاتحاد الاشتراكي للقوات الشعبية (39 مقعدا)
الحركة الشعبية (32 مقعدا)
الاتحاد الدستوري (23 مقعدا)
حزب التقدم والاشتراكية (18 مقعدا)
الحزب العمالي (4 مقعدا)
أحزاب أخرى (13 مقعدا)

لمجلس النواب 395 مقعدا، حيث تم انتخاب 305 منها عبر قوائم حزبية في 92 دائرة انتخابية موزعة عبر تراب المملكة، وانتخاب 90 مقعدا إضافيا من لائحة وطنية، ثلثي منها مخصصة للنساء والثلث الباقي محفوظة للرجال الذين تقل أعمارهم عن 40 سنة.
أعلنت نتائج الانتخابات يوم 27 نوفمبر 2011. فاز حزب العدالة والتنمية ب 107 مقعدا، مما يجعله أكبر تمثيل برلماني، على الرغم من أنهم لا يشكلون الأغلبية. أما وفقا للدستور الجديد، فهذا التقدم يجعل زعيمه عبد الإله بنكيران، رئيس الوزراء المكلف.

### انتخابات سابقة
الانتخابات التشريعية المغربية 2021

## وصلات خارجية
- Adam Carr's أرشيف الانتخابات